# 乗越たかお
乗越 たかお（のりこし たかお、Norikoshi Takao1963年8月5日 - ）は、日本の小説家、 舞踊評論家 。株式会社ジャパン・ダンス・プラグJapan Dance Plug代表。

## 人物
コンテンポラリー・ダンス に関する執筆・出版・レクチャーを行い、日本各地・世界各国のフェスティバルにも参加している。海外のダンスを取材して日本に、また日本のダンスを海外にも紹介し、執筆やレクチャーを通してコンテンポラリー・ダンスの社会的認知度を上げる事に努めた。また海外にも人脈を持ち、財団や劇場、フェスティバル等のプロデューサー、アドバイザー的な活動もしている。ダンサーが消費されず、職業の一つとして生活できる社会の実現」を自らの使命としている。
肩書きは以前は「無頼」と称していたが、現在は「作家・ ヤサぐれ 舞踊評論家」とすることが多い。

## 舞踊評論家としての活動

### 執筆活動
著作の中でも、以下の三冊は公式サイトで「  コンテンポラリー・ダンス 三部作  」とされている。
- 『コンテンポラリー・ダンス徹底ガイド』『同 HYPER』

本格的に国内外の コンテンポラリー・ダンス 、特に若手についても包括的に書かれた初めての本。さまざまな大学等で教科書代わりに使われ、 ニューヨークのリンカーン・センターや、パリのCentre National de la Danse (CND) にも収蔵されている。
2006年には大幅改訂増補版 『コンテンポラリー・ダンス徹底ガイドHYPER』 を発表、2007年には韓国語に翻訳された。
カバーの色から初版を「赤本」 、HYPERを「黄本」ということもある。
本書で乗越は「日本の コンテンポラリー・ダンス の元年は 1986年 」と宣言している。
- 『どうせダンスなんか観ないんだろ!? 激録コンテンポラリー・ダンス』

月刊誌『シアターガイド』誌の同名連載と続編の「アレ的なナニか」、『DDD』誌の人気連載「ダンス獣道を歩け」のエッセイをまとめたもの。世界20カ国を回ったエッセイは軽妙で世界のダンス事情がわかる。タイトルは演劇雑誌への連載でアウェイだったから。巻末では「評論家は研究者とジャーナリストのハイブリッドであるべき」とダンス評論のありかたを論じている。
- 『ダンスバイブル コンテンポラリー・ダンス誕生の秘密を探る』

コンテンポラリー・ダンス が登場するまでの100年間の歴史を100分で語る講義本。 ショウダンス、 タップダンス、 アクロバット、  サーカス、社交ダンス、 ボディビル、 日本舞踊、 バレエ、 ヒップホップ、日本人の身体論など、豊富な図版とともに乗越の博物学的知識がに展開されている。また巻末ではダンサーが生活できる社会の実現のための提言が熱く語られている。ちなみに「大駱駝艦」が「大駱駝館」となっているのは、編集部のミス。辛口のバレエ研究家・鈴木晶は、その編著書の前書きでわざわざ本書を挙げ「丁寧な調査研究にもとづいた優れたガイドブック」と称揚しているほど。 本書に索引はないが、有志によって「索引PDFファイル」が作製され、公式サイトからダウンロードできる。
全国学校図書館協議会選定図書 。
- 熊川哲也  『ドメイン』  の著者は「熊川哲也+プロジェクトK」となっているが、中身は乗越が熊川に数ヶ月間にわたって密着取材したもの。終始「僕」という乗越の一人称で書かれ、巻末には名前がクレジットされている。
- NYタイムズ紙や韓国最古のダンス雑誌『チュム』、海外の雑誌・ウェブサイトなどにも寄稿・翻訳されている。
- 「読者を劇場に連れて行くために書く」という乗越は、パンフレット等で良いダンスを紹介しているとして、realtokyo編集長の小崎哲哉は一章を割いてその魅力と巧みさを分析している。 [2]
- バレエチャンネル「バレエファンのための！ コンテンポラリー・ダンス講座」乗越たかお
- ドイツの国際ダンスフェスティバル「TANZ im AUGUSUT」発行の雑誌「MAGAZINE im AUGUST」に、関かおりと日本のコンテンポラリー・ダンスについて寄稿
- アーツカウンシル東京「DANCE 360 ー 舞踊分野の振興策に関する有識者ヒアリング」
- 創造都市横浜 横浜コンテンポラリー・ダンス史 【前編】
- 創造都市横浜 横浜コンテンポラリー・ダンス史 【後編】
- 国立劇場第45回 特別企画公演特別対談（前編） 乗越たかお＆阿部さとみ
- 国立劇場第45回 特別企画公演特別対談（後編） 乗越たかお＆阿部さとみ

### 電子書籍
- 乗越たかお ダンスマガジン10年評論集』(2023年 note)

ダンスマガジン誌に執筆した10年間（2013年11月号〜2023年3月号）の舞踊評論90本をまとめたもの。
- 『舞台の見方がまるごとわかる 実例解説！コンテンポラリー・ダンス入門』（2024年 新書館）

バレエチャンネル「バレエファンのための！ コンテンポラリー・ダンス講座」をまとめ加筆したもの

### 連載
- 朝日新聞 『私の偏愛するダンス』(2004年10月8日付夕刊〜11月5日付夕刊）
- 月刊シアターガイド 『『どうせダンスなんか観ないんだろ!?』（2005年6月号〜2010年10月号）
- 月刊シアターガイド 『アレ的なナニか』（2008年6月号〜2008年5月号）
- DDD 『ダンス獣道を歩け』（2006年11月号〜2009年2・3月号）
- ぶらあぼ+ダンツァ（2016年8月号から「ぶらあぼ」） 『誰も踊ってはならぬ』（2014年9月号〜）
- バレエチャンネル 「バレエファンのための！ コンテンポラリー・ダンス講座（2020年2月10日号〜）

### 映像・動画
- 2007年 TPAM 「芸術なんておいていけ！ 『踊る身体』はストリートにあり！」
- 2010年 NHK「プレミアムシアター」 バットシェバ舞踊団「マックス」 オハッド・ナハリンにインタビュー（放映日：2010年7月10日・7月19日）
- 朝日放送テレビ 『ビーバップ！ ハイヒール』「踊れ！言葉の壁を超えて… ダンスの向こうに世界が見える」ゲスト出演（放映日：2013年9月5日）
- 2015年 YAFチャンネル 「ダンスのミカタ 横浜ダンスコレクション20年史」Yokohama Dance Collection EX
- 2015年 ルーマニアのアーティストCosmin Manolescuの「Eastern・Connection」に参加し、映像作品『the Kite』に協力・朗読
- 2016年 「コンテンポラリー・ダンスとは何か？」乗越たかお特別ビデオ講義①
- 2016年 「コンテンポラリー・ダンスとは何か？」乗越たかお特別ビデオ講義②
- 2021年 THEATRE for ALL＆Dance Base Yokohama「ダンスのアクセシビリティを考えるラボ～視覚障害者と味わうダンス観賞篇～」にディスクライバーとして参加

### 執筆以外の活動

#### 教育事業
- 舞踊評論家［養成→派遣］プログラム

「日本の舞踊評論家には、専門教育の機会と海外取材の助成が必要」との思いから、2023年に「プロの舞踊評論を本気で育てる」としてスタート。乗越たかおの特別講義を受けた後、最大2名をヨーロッパのダンスフェス Aerowaves’ Spring Forward Festival へ派遣する。  
第1回の募集告知は12万ビューを記録した。
2024年、本プログラムは国際ダンスフェス香港ダンスエクスチェンジに招かれてシンポジウムを行った。
- オンライン『乗越たかお ダンス私塾』[8]

「ダンスのための新しい場所」として、2024年オンライン・コミュニティを開設。一般の塾生の他に「書生コース」もある。

#### 国内・海外との交流
国内外を問わず交流を続け、世界20カ国以上のフェスティバルを訪れ、アドバイザーとしても活動している。
また「ダンサーが食べていける社会を作る」ことを使命とし、「そのためには、アジアのフェスティバルのネットワーク作りが必要」という持論から、両者をつなぐ活動にも力を入れている。
日本各地のフェスティバルの重要性を訴え、福岡から北海道まで、フェスティバルのアドバイザーや公演を行っている。
- 2006年にニューヨークのジャパン・ソサエティからの招聘で滞米研究。
- 2006年から毎回、ダンス・トリエンナーレ・トーキョーのコミッティ・メンバー
- 2007年イタリアのダンスフェスティバル「ジャポネ・ダンツァ」で日本側ディレクターを務める。
- 2008年から毎年、SPAF（ソウル・パフォーミング・アーツ・フェスティバル）で行われる「ソウル・ダンスコレクション」審査員。
- 2009年から毎年、「SCF ソウル国際振付フェスティバル（旧バニョレ・ソウル・プラットフォーム）」審査員。
- 2008年から毎年、福岡ダンスフリンジフェスティバルのアドバイザー
- 2010年から毎年、北海道ダンスプロジェクトのアドバイザー
- 2011年 KAATストリートダンス・フェスティバル「TheatriKA'l」審査員
- 2012年から毎年、ソウルのGwang Jin International Summer Dance Festival (GSDF) 顧問
- 2013年から毎年、エルスール財団新人賞コンテンポラリー・ダンス部門の唯一の選考委員
- 2013年から毎年、東京ソウル・デュオダンス・フェスティバルのアドバイザー
- 2013年、ルーマニア・ブカレストで「イースタン・コネクションEASTERN CONNECTION」の招聘で滞在研究。3カ年のプロジェクト。
- 2014年、セルバンテス文化センター主催（Mercat dels Flors提携）ソロダンスのコンペティション「ソロダンサ」で日本人唯一の審査員。
- 2014年、Dance New Air ダンスの明日のコミッティ・メンバー
- 2021年、国際交流基金＆アタカラリ・センター国際共同ダンスプロジェクト『-scape』プロジェクト・メンター

#### 審査員等
- 「国内でのダンスの審査員はしない」と公言している。「ビデオ審査をしている時間があったら実際の舞台を見る」「他人と協議して賞を決めるのが嫌だ」「権威に近づきたくない」等の理由からだが、次第に個人賞を出せる場合や、海外で自分がアウェイの場合などに引き受けることも増えてきた。
- 審査員をしているソウルの二つのフェスティバル（ソウル・ダンスコレクション、ソウル国際振付フェスティバル）から優秀者を福岡ダンス・フリンジフェスティバルに招聘。さらに福岡の出演者から一名をソウルのフェスティバルに推薦するなど、両国の交流を深め、ダンサーが踊る機会を増やしている。
- 2012年にエルスール財団新人賞が創設され、コンテンポラリー・ダンス部門を乗越が選出することになった。他に現代詩部門・フラメンコ部門がある。各部門とも選考委員が一人で決定するため個人賞的な意味合いも強い。コンテンポラリー・ダンスでこうした賞は初。
- 2014年、セルバンテス文化センター主催のソロダンスのコンペティション「ソロダンサ」で日本人唯一の審査員。日本スペイン交流400周年記念。
- 2019年、マスダンザ国際ダンスフェスティバル（スペイン）の国際審査員[9]。
- 2025年、ポーランド国立音楽舞踊研究センターから、アジア人として唯一、ポーランドダンスプラットフォーム2026の国際審査員に任命された[10]。

#### 講座・講演等
講演やトークの仕事も多い。2005年頃は、朝日カルチャーセンターで振付家を招いてレクチャー＆トークをしていた。映像を使ったダンスレクチャーは、最新情報から歴史まで幅広く、しらふで行う時には「 コンテンポラリー・ダンス徹底ガイド ライブ！ 」、酒を飲みながら行うものは「 ダンス酔話会 」と称することが多い。2012に「ダンス・バイブル」出版を記念して、全国のファンが「酔話会」を企画し、全国ツアーを敢行した 。
- 2012年 世田谷パブリックシアター『ダンスパフォーマンスの現在』
- 2013年 PLATダンストーク＆レクチャー 『世界にはこんなダンスが生まれている！』
- 2016年 横浜バンカートスクール2016「広く・深く・面白く コンテンポラリー・ダンス徹底ガイド- こんなものまでダンスなの!?」
- 2020年 「100年に一度の 乗越たかおダンストーク・フェスティバル ふじのくにから（通称：ないフェス）
- 2021年 オーバードホール「ヤサぐれ舞踊評論家・乗越たかお コンテンポラリーダンス講座」

## エピソード
- 乗越たかおは著作で「ピンポイント著作権フリー宣言」をしている。これは「ダンサー達は、本文中の自分に関する記述を自由にチラシなどに使っていい」とする、乗越のダンサー支援の一環である。[12] [13]。
- 若い才能を発掘する「見巧者」としても名高く、後に名を成したダンサーが薫陶を受け、無名時代に乗越に評価されたことが励みになったとインタビューなどで語っている[14][15][16] 。
- 身長は180センチ[要出典]。空手の有段者[要出典]（何流の何段かは不明）。2000年から毎年イスラエルのフェスティバルを訪れており、イスラエル・ダンスの紹介者でもある。
- 処女作『アポクリファ』の帯で、辛口の英文学者・翻訳家の柳瀬尚紀は「空手の強豪、パントマイムの達人、ギャグの名手、すさまじい読書家、いくらでも飲む男、とてつもなく優しい男…… 乗越たかおとの初対面は強烈な嬉しい事件だった。この新小説の誕生もまた、強烈な嬉しい事件である」との推薦文を寄せている[17]。
- 海外の雑誌への寄稿のみならず、海外の有名ダンサー/振付家をいち早く見出して書いたレビューが、その振付家のサイトに掲載されている。[18][19][20]
- 「日本のダンスを知りたい」という海外のダンス関係者から頼まれて、乗越が奨める日本のダンスをDVDに焼き「ノリコシ・セレクション」として配っている[21]。
- 2005年2月24日発行の「シアターワンダーランド」（「ぴあ」と「シアターガイド」共同編集）で「来年活躍を期待する小劇団」という質問に「チェルフィッチュ」を挙げていたのは演劇関係者に混ざって書いていた乗越のみだった。原稿を書いたのは2004年末で、チェルフィッチュは2005年の2月に岡田利規が岸田戯曲賞を受賞した。[22]
- 乗越が３カ国の取材の費用をクラウド・ファンディングで募集したが、予定の30万円は2日間で達成し、最終的に総額1,077,000円、359％の達成率で終了した[23]。

## 小説家およびニッポン・ジャズエイジ発掘隊隊長としての活動

### 小説家
パルコ出版によるパロディ雑誌 ビックリハウスが主催する、ノンジャンル・プロアマ問わずの短編小説コンクール『エンピツ賞』の第16回大賞を『乾電池』で受賞。
「選評座談会」での審査評では、「いさぎよさっていうのか、勢い。それに圧倒されたよね」（村松友視）、「部分部分の光り方が強烈だったね。10年前は絶対あんな考え方する奴はいなかったよ」（椎名誠）、「着想。視点というか。それに尽きるね。表現力もある。ドキッとさせられる表現が4カ所ぐらいありましたよ」（東海林さだお）。東海林さだおは「自分の賞もこの作品以外ない」としたため、大賞と審査員賞とのダブル受賞となった。ダブル受賞は歴代でこの作品だけである。
公式サイトからPDFでダウンロードできる。
処女作の『アポクリファ』は「パソコン通信小説」と銘打たれ、わが国初の完全横書き長編小説である。インターネット登場以前に巡らされた様々な哲学的考察と恋愛小説との両面を持ち、巽孝之や板東齢人（のちの馳星周）らから絶賛された。
書籍は絶版となっているが、公式サイトからPDFでダウンロードできる。
その後は架空の書籍と作家を創り上げ、自らは「翻訳者」として書いた短編シリーズ『ミカエルの誘惑』は、CG作家の村上光延とのコラボレーション。
数作が電子書籍化もされ、一部は公式サイトからPDFでダウンロードできる。

### ニッポン・ジャズエイジ発掘シリーズ
第二次世界大戦前の短いながらも熱くエンタテインメントの花が咲いた頃の日本をアメリカの1920年代になぞらえて「ニッポン・ジャズエイジ」と名付け、発掘する「ニッポン・ジャズエイジ発掘隊」の隊長としても活動している（顧問：瀬川昌久、隊員：佐藤利明、松井かおる）。
小説では戦前 タップダンス の大スターだった中川三郎や、アクロバットダンスなどで戦前のブロードウェイのスターだった川畑文子といった名ダンサーを再発見し、小説という形にまとめている。本人のインタビューも行っている。『川畑文子物語』は舞台化され、土居裕子主演で二度再演されている。
ミュージカル原作、CD復刻といった形で、今に伝えている。
また「ニッポン・ジャズエイジ発掘隊報告会」と称し、様々なイベントを行っている。ここでは、幻の戦前ジャズ映画『鋪道の囁き』上映（フィルムセンター以外では初）など、資料が公開された。
また2003年にはエノケンこと榎本健一生誕百年祭のイベント・記念書籍出版にも尽力した。

## 作品一覧

### 著書
- 『乾電池』（1983年 『ビックリハウスのエンピツ賞傑作選』パルコ出版刊所収。公式サイトからダウンロード可）
- 『アポクリファ』（1991年 河出書房新社）
- 短編小説集『電脳偽書 ミカエルの誘惑』シリーズ（電子出版。公式サイトから一部ダウンロード可）
- 『ダンシング・オールライフ 中川三郎物語』（1996年 集英社）
- 『アリス 〜ブロードウェイを魅了した天才ダンサー 川畑文子物語〜』（1999年 講談社）
- 『Step Step by Step 〜中川三郎の流行ダンス史〜』（1999年 健友館）
- 『ドメイン 熊川哲也120日間のバトル』（2000年 集英社）
- 『コンテンポラリー・ダンス徹底ガイド』（2003年 作品社）
- 『コンテンポラリー・ダンス徹底ガイドHYPER』（2006年 作品社）
- 『コンテンポラリー・ダンス徹底ガイドHYPER 韓国語版』（2007年 作品社）
- 『どうせダンスなんか観ないんだろ!? 激闘コンテンポラリー・ダンス』（2009年 エヌティティ出版社）
- 『ダンスバイブル コンテンポラリー・ダンス誕生の秘密を探る』（2010年 河出書房新社）
- 『ダンスバイブル コンテンポラリー・ダンス誕生の秘密を探る 増補新版』（2016年 河出書房新社）
- 『乗越たかお ダンスマガジン10年評論集』(2023年 note 電子書籍)
- 『舞台の見方がまるごとわかる 実例解説！コンテンポラリー・ダンス入門』（2024年 新書館 電子書籍）

### 共著
- 『エノケンと〈東京喜劇〉の黄金時代』（2003年 論創社）
- 『鑑賞者のためのバレエ・ガイド』（2003年 音楽之友社）
- 『鑑賞者のためのバレエ・ガイド2004』（2004年 音楽之友社）
- 『ぴあ バレエ・ワンダーランド』（2005年 ぴあ）

### 原作
- ミュージカル『青空 〜川畑文子物語〜』（土居裕子主演。1997年、1999年、2001年）

### 監修
- DVD『シルヴィ・ギエム アジュー』マッツ・エック振付（日本コロムビア株式会社）

### 講演
- 早稲田大学「舞踊の20世紀」2004年、2006年
- イタリア・ミラノ市立パオロ・グラッシー芸術学校「日本の最新ダンス」2007年
- 韓国国立芸術大学「日本の最新ダンス」2007年
- 昭和音楽大学「世界の最新ダンス」2009年
- 東洋大学「世界の最新ダンス」2011年〜
- コンテンポラリー・ダンス徹底ガイド ライブ！ 日本各地
- ダンス酔話会 日本各地 [11]
- ルーマニア・ブカレスト「イースタン・コネクション」で「日本のコンテンポラリー・ダンスについて」2013年

## DVD
- 2010年 「OralHistoryvol.2 伊藤キムGloriousFuture?」DVDシリーズ コメント出演 [25]